# Tenrecidae
Tenrecidae là một họ động vật có vú trong bộ Afrosoricida. Họ này được Gray miêu tả năm 1821.

## Hình ảnh

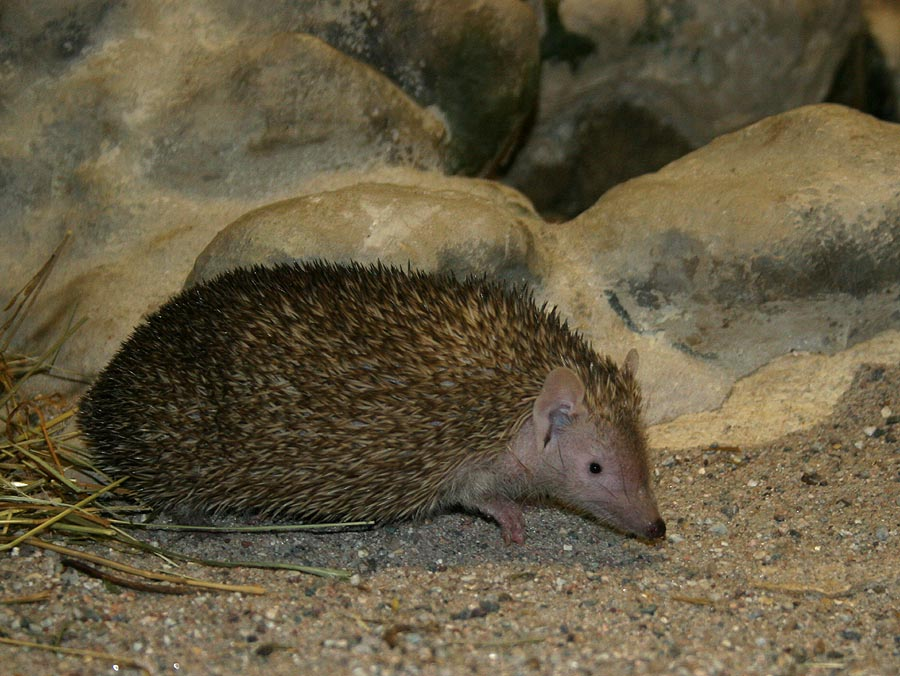
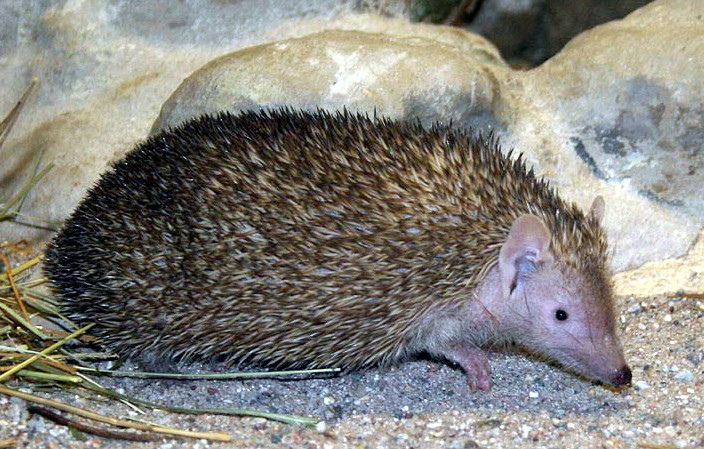

## Phân loại
Theo MSW:
- Phân họ Geogalinae
  - Chi Geogale
    - Geogale aurita
- Phân họ Oryzorictinae
  - Chi Limnogale
    - Limnogale mergulus

  - Chi Microgale
    - Microgale brevicaudata
    - Microgale cowani
    - Microgale dobsoni
    - Microgale drouhardi
    - Microgale dryas
    - Microgale fotsifotsy
    - Microgale gracilis
    - Microgale gymnorhyncha
    - Microgale longicaudata
    - Microgale monticola
    - Microgale nasoloi
    - Microgale parvula
    - Microgale principula
    - Microgale pusilla
    - Microgale soricoides
    - Microgale taiva
    - Microgale talazaci
    - Microgale thomasi

  - Chi Oryzorictes
    - Oryzorictes hova
    - Oryzorictes tetradactylus
- Phân họ Potamogalinae
  - Chi Micropotamogale
    - Micropotamogale lamottei
    - Micropotamogale ruwenzorii

  - Chi Potamogale
    - Potamogale velox
- Phân họ Tenrecinae
  - Chi Echinops
    - Echinops telfairi

  - Chi Hemicentetes
    - Hemicentetes nigriceps
    - Hemicentetes semispinosus

  - Chi Setifer
    - Setifer setosus

  - Chi Tenrec
    - Tenrec ecaudatus